# Polygrammodes junctilinealis
Polygrammodes junctilinealis là một loài bướm đêm trong họ Crambidae.